# Находка
Вижте пояснителната страница за други значения на Находка.
Находка е пристанищен град в Приморски край на Русия, важен железопътен и морски център в тази част на страната.

## География
Разположен е по бреговете на Японско море в добре защитения залив Находка. На север от града се намират възвишенията Брат и Сестра, които представляват интересна забележителност. Градът е на 2-ро място по население в Приморски край (след краевия център) със своите 155 722 жители (2015).

## Икономика
В града е развита кораборемонтната промишленост и всички дейности, свързани с железопътен и морски транспорт. От хранително-вкусовата промишленост е най-добре развита рибопреработката, функционират и месо- и млекопреработвателни предприятия. През 2010 г. в близост до града е планирано да влезе в експлоатация морски терминал за пренос на природен газ.

## Спорт
В града има 25 действащи спортни федерации, занимаващи се с 50 вида спорт. В тях се спортуват близо 20 000 души. Професионален футбол има от 1966 с включването на градския „Рибар“, в дивизия „Б“. През 1979 е преименуван на Океан.

## Сътрудничество
Побратимени градове
- Майдзуру, Япония, от 1961 година
- Отару, Япония, от 1966 година
- Цуруга, Япония, от 1982 година[2]
- Оклънд, САЩ, от 1975 година
- Белингам, САЩ, от 1975 година
- Гирин, Китай, от 1991 година
- Тонхе, Южна Корея, от 1991 година

Друго сътрудничество
- Договор за дружба и сътрудничество с провинция Пукет (Тайланд), от 2006 година
- Генерално консулство на КНДР, от 1958 година